# Noah Igbinoghene
Noah Igbinoghene (Trussville, 27 novembre 1999) è un giocatore di football americano statunitense che milita nel ruolo di cornerback per i Washington Commanders della National Football League (NFL).

## Carriera universitaria
Igbinoghene al college giocò ad Auburn dal 2019. Nella sua prima stagione giocò nel ruolo di wide receiver dopo di che nel 2018 passò a cornerback. Divenne titolare in quella stagione e mantenne tale ruolo anche nel 2019. A fine anno decise di passare tra i professionisti. La sua carriera nel college football si concluse con 92 tackle e un intercetto, oltre a 2 touchdown segnati su ritorno.

## Carriera professionistica

### Miami Dolphins
Igbinoghene fu scelto nel corso del primo giro (30º assoluto) del Draft NFL 2020 dai Miami Dolphins. Debuttò come professionista nella gara del primo turno contro i New England Patriots. La settimana seguente mise a segno i primi 4 placcaggi contro i Buffalo Bills. La sua stagione da rookie si chiuse con 11 tackle, 2 passaggi deviati e 2 fumble recuperati, disputando tutte le 16 partite.
Nel settimo turno della stagione 2022 Igbinoghene mise a segno l'intercetto decisivo nel finale del quarto periodo della gara contro i Pittsburgh Steelers, dando la vittoria ai Dolphins.

### Dallas Cowboys
Il 29 agosto 2023 Igbinoghene fu scambiato con i Dallas Cowboys per Kelvin Joseph. Nella prima partita con la nuova maglia ritornò un field goal bloccato dal compagno Juanyeh Thomas per 58 yard in touchdown.

### Washington Commanders
Igbinoghene firmò con i Washington Commanders il 18 marzo 2024.